# Jerry Winholtz
Jerry Winholtz (n. 5 august 1874, Mount Pleasant⁠(d), Iowa, SUA – d. 16 iunie 1962) a fost un luptător ce a reprezentat Statele Unite ale Americii, medaliat olimpic. A participat la o ediție a Jocurilor Olimpice (1904) în care a câștigat o medalie de bronz.

## Participări
Lista de mai jos prezintă principalele competiții la care a participat Jerry Winholtz de-a lungul carierei.
- wrestling at the 1904 Summer Olympics – men's freestyle welterweight[*]